# Eslovenia en los Juegos Olímpicos de Pekín 2008
Eslovenia estuvo representada en los Juegos Olímpicos de Pekín 2008 por un total de 61 deportistas que compitieron en 11 deportes.  
La portadora de la bandera en la ceremonia de apertura fue la yudoca Urška Žolnir.

## Medallistas
El equipo olímpico esloveno obtuvo las siguientes medallas:
| Nombre          | Deporte   | Competición                     |
| --------------- | --------- | ------------------------------- |
| Oro             |           |                                 |
| Primož Kozmus   | Atletismo | Martillo M                      |
| Plata           |           |                                 |
| Sara Isakovič   | Natación  | 200 m libre F                   |
| Vasilij Žbogar  | Vela      | Laser M                         |
| Bronce          |           |                                 |
| Lucija Polavder | Judo      | –78 kg F                        |
| Rajmond Debevec | Tiro      | Rifle en tres posiciones 50 m M |